# CorelDRAW
CorelDRAW je vektorový grafický editor firmy Corel Corporation. Je obsažen v balíku programů CorelDRAW Graphics Suite. Nejnovější CorelDRAW GS 2023 (aktuální verze 24.5) byl vydán v září 2023. K dispozici je i české jazykové rozhraní. CorelDRAW podporuje desítky různých rastrových a vektorových grafických formátů - kromě nativního formátu CDR jsou to např. formáty PDF, AI, EPS, PSD, EMF, DWG, DXF, PPT, PUB, VSD, SVG.

## Hlavní aplikace CorelDRAW Graphics Suite
- CorelDRAW – aplikace pro intuitivní vektorové ilustrace a stránkový zlom (nativní výstupní formát CDR)
- Corel PHOTO-PAINT – bitmapový grafický editor (nativní výstupní formát CPT)
- Corel Font Manager – nástroj pro správu a vyhledávání písem
- Corel PowerTRACE – modul pro převod rastrů na vektorovou grafiku
- Corel CAPTURE – program pro zachytávání obrazovky
- AfterShot HDR – editor fotografií ve formátu RAW

Dřívější verze obsahovaly také:
- Corel CONNECT – program pro vyhledávání obsahu
- Corel Website Creator – aplikace pro návrh webových stránek
- PhotoZoom Pro – modul plug-in pro zvětšení digitálních obrázků
- ConceptShare – nástroj pro spolupráci online